# Machik Béla
Machik Béla (Zágráb, 1839. augusztus 7. – Budapest, 1879. július 13.) orvosdoktor, egyetemi tanár.

## Életpályája
Orvosi tanulmányait a pesti és a bécsi egyetemen végezte, és magára vonta a figyelmet az ínszövetről írt értekezésével, majd mint társai közt legkitűnőbb diagnoszta nyerte a Domján-Poor-féle jutalmat. 1863-ban orvosdoktorrá avatták és a pesti orvosi kar a Schordán-féle ösztöndíjjal külföldre küldte. Berlinben Ferichset, Ludwig Traubet és Rudolf Virchowot hallgatta. Bécsben az elmegyógyászattal ismerkedett meg az országos tébolyházban, ahova másodorvossá nevezték ki. 1865-66-ban a pesti Szent Rókus Kórházban dolgozott. Ekkor a tüdő- és szívbajokról tartott előadásokat, amelyekben a tudomány legújabb vívmányait értékesítette; mind a kórházban, mind azon kívül orvosi körökben feltünést keltő gyógyításokkal vonta magára a figyelmet.
Az 1866-os kolerajárványkor a katonai kórházban volt főorvos; kitűnő fáradozásaiért a koronás arany érdemkereszttel tüntették ki. Amikor a járvány Pesten megszűnt, Trencsén megye vágbesztercei járásába sietett, hogy mint főorvos a járvány ellen működjék; ekkor maga is kolerába esett. Az 1866-67 tanévben mint tanársegéd működött a pesti belgyógyászati kórházban, és innét hívták meg Charlotte császárné mellé orvosnak a Miramare-kastélyba. Működésének sikert nem jósolhatva, elbocsátását kérte, amit elismerése jeléül a belga Lipót renddel kitüntetve, a belga királytól meg is nyert, és Bécsbe ment, hogy a császári udvarban  személyesen tegyen jelentést a szerencsétlen rokonról. Ez alkalommal a felségtől a Ferenc József-rendet nyerte.
Azután tudományszomja Berlinbe vitte, ahol Virchow, Greisinger, Freirichs, Graefe és Du Bois-Reymond hallgatása és intézeteikben való dolgozás által kivánta belgyógyászati tudásának az egzakt természettani alapot megadni. Du Bois-Reymond intézetében keletkezett eszméje, mely élete végéig foglalkoztatta, de melyet nagy elfoglaltsága miatt ki nem dolgozhatott annyira, hogy vele a tudós világ előtt fölléphetett volna, hogy ti. a szervi villamos áramok biztos kimutatása által az emberi testben a kórok megállapításának új aeráját derítse föl.
1869-ben tanszéket kapott a kolozsvári orvos-sebészeti akadémián. Tíz évig működött Kolozsvárott mint a belgyógyászat rendes tanára (1872. szeptember 29-étől az egyetemen, ahol 1874. április 25-étől az iskolai év végeig rektor, 1874–75 és 1878–79 között szabadságon volt) és mint gyakorló orvos. Működésének sikereit mutatják a kórházakról kiadott jelentések. 1874 tavaszán veszélyes tüdőgyulladás (akkori nevén: tüdőlob) támadta meg, mely mindinkább elhatalmasodott. 1878 őszén nejével, Bornemissza Zsuzsánnával Olaszország enyhe ege alá menekült; de Arco és Mentone nem adhatták többé vissza egészségét.

## Munkája
- Beiträge zur Kenntniss des Sehnengewebes. Wien 1859. (Különnyomat a Sitzungsberichtéből.)